# Sandro Mayer
Sandro Michele Emilio Mayer (Piacenza, 21 dicembre 1940 – Milano, 30 novembre 2018) è stato un giornalista, scrittore, personaggio televisivo, commediografo e regista teatrale italiano.

## Biografia
Laureato in Scienze politiche, iniziò a lavorare come traduttore, poi si dedicò al giornalismo. Parlando di quegli anni ebbe a dichiarare: «Vivevo a Napoli e mi sono formato ascoltando la gente dei bassi, mescolati ai discordi (sic) dell'aristocrazia partenopea. Poi ci trasferimmo a Milano e vinsi un posto fisso in Fiat ma non andai mai lì e partii per Londra, dove ho fatto il cameriere per imparare l'inglese». Fino al 1977 fu inviato speciale, per poi divenire direttore di Bolero Film. Dopo aver diretto altre riviste femminili, come Dolly e Novella 2000, venne chiamato alla guida di Epoca (1981). Nel 1983 gli fu affidata la direzione di Gente, che tenne per venti anni. Nel 2004 fondò e iniziò a dirigere il settimanale Dipiù e, dal 2005, i settimanali DipiùTv e TvMia della Cairo Editore.
Nel 1989 intervistò per Domenica in Marco Fiora, un bambino di 7 anni sequestrato e rilasciato dai rapitori dopo 17 mesi. L'intervista scatenò molte polemiche e fu criticata da Beppe Grillo durante il Festival di Sanremo. Mayer apparve spesso come opinionista o giurato in varie trasmissioni televisive quali Buona Domenica e Ballando con le stelle. Scrisse il testo del brano musicale Amore senza parole, vincitore del Festival di Napoli nel 2003 . Fu anche autore e regista teatrale, firmando le commedie Il silenzio dei sogni e Bivio d'amore, entrambe tratte da due suoi romanzi, nonché il musical Il miracolo di Padre Pio.
Morì a Milano dopo una breve malattia causata da un'infezione, il 30 novembre 2018, all'ospedale San Raffaele. Il funerale venne celebrato il 3 dicembre successivo nella basilica di San Babila. Le sue ceneri sono state tumulate in un loculo nel colombario di famiglia, nel cimitero di Lambrate.

## Opere
- Lettere dei capelloni italiani, a cura di, Milano, Longanesi, 1968.
- Sì, padrone uomo. Intervista con la donna nel mondo, Milano, Bietti, 1978.
- Dichiarazione d'amore. [La struggente storia di un grande legame], Roma, Gremese, 2000. ISBN 88-7742-430-3; Roma, L'Airone, 2004. ISBN 88-7944-666-5.
- Amore senza parole, Roma, Gremese, 2001. ISBN 88-8440-057-0.
- Gente di una vita, Roma, Gremese, 2002. ISBN 88-8440-159-3.
- Il silenzio dei sogni, Roma, Gremese, 2002. ISBN 88-8440-211-5.
- Cuori fedeli, con Osvaldo Orlandini, Roma, Gremese, 2003. ISBN 88-8440-267-0.
- Bivio d'amore, Roma, Gremese, 2003. ISBN 88-8440-270-0.
- Il miracolo di Padre Pio, Roma, Gremese, 2005. ISBN 88-8440-372-3.
- Una emozione dipiù, Milano, Cairo, 2006. ISBN 88-6052-055-X.
- La grande storia di Padre Pio, con Osvaldo Orlandini, Milano, Cairo, 2008. ISBN 978-88-6052-176-7.
- Un amore grande grande, ovvero Matrimonio d'amore alla spagnola, Milano, Cairo, 2008. ISBN 978-88-6052-178-1.
- La grande storia di Gesù, con Osvaldo Orlandini, Milano, Cairo, 2009. ISBN 978-88-6052-241-2.
- Cuccioli nel vento, con Osvaldo Orlandini, Milano, Cairo, 2010. ISBN 978-88-6052-300-6.
- La grande storia della Bibbia. [Dalla creazione a Mosè], con Osvaldo Orlandini, Milano, Cairo, 2010. ISBN 978-88-6052-311-2.
- Il Gesù dei miracoli, con Osvaldo Orlandini, Milano, Cairo, 2012. ISBN 978-88-6052-455-3.